# Pavion
Der Pavion (auch Pavione) ist ein Berg an der Grenze zwischen dem Trentino und Venetien in Italien.
Er ist der höchste Gipfel der Vette Feltrine und gehört zur Gemeinde Sovramonte (Provinz Belluno), der nördliche Abhang liegt hingegen auf dem Gebiet von Imèr und Mezzano (Provinz Trentino). Das Massiv befindet sich im Naturschutzgebiet Riserva Nazionale Dolomiti Bellunesi.
Zum Gipfel führt ein Normalweg über den Gebirgspass Croce d’Aune.